# Американська ліга
Американська ліга (англ. American League, АЛ) — одна з двох ліг, складових Головної ліги бейсболу в США та Канаді.
Ліга утворилася 1885 року як другорядна (minor league) Західна ліга Western League of Professional Baseball Clubs. 1901 року вона офіційно отримала статус головної ліги і зараз складається з 15 команд. Наприкінці кожного сезону чотири найкращі команди грають в плей-офф, де вони визначають переможця Американської ліги. Ця команда отримує право зіграти в Світовий серії проти переможця Національної ліги (НЛ). Єдиною значною відмінністю між двома лігами є правило «призначеного відбиваючого», введене 1973 року і чинне лише в АЛ. Призначений відбиваючий (Хіттер) — це один з гравців команди, що не грає в поле, але якого команда використовує для виходу до біти замість пітчера.
Після розширення 1969 року ліга була розділена на 2 дивізіони — Захід та Схід. Починаючи з сезону 1994 року в лігу додався третій дивізіон — Центр. Переможці цих дивізіонів і ще одна команда з найкращим показником перемог та поразок серед других місць (вона отримує Wild-Card, введений в цьому ж сезоні) потрапляли в плей-оф.